# Noulens
Noulens är en kommun i departementet Gers i regionen Occitanien i sydvästra Frankrike. Kommunen ligger i kantonen Eauze som tillhör arrondissementet Condom. År 2022 hade Noulens 102 invånare.

## Befolkningsutveckling
Antalet invånare i kommunen Noulens
Referens:INSEE